# El Beyu
El Beyu (spanisch San Ignacio) ist eines von 9 Parroquias in der Gemeinde Ponga (Asturien) der autonomen Region Asturien in Spanien.
Die 39 Einwohner (2011) leben in einem Dorf nahe dem Naturpark Ponga. San Juan de Beleño, der Verwaltungssitz der Gemeinde liegt 14 km entfernt.

## Spezialitäten
- Käse „Queso los Beyos“

## Sehenswürdigkeiten
- Naturpark Ponga
- Kirche Santa María de las Nieves in El Beyu
- Kapelle San Ignacio de Beyos

## Dörfer und Weiler im Parroquia
- El Beyu – 39 Einwohner 2011 43° 13′ 0″ N, 5° 5′ 45″ W